# Janne Lundin

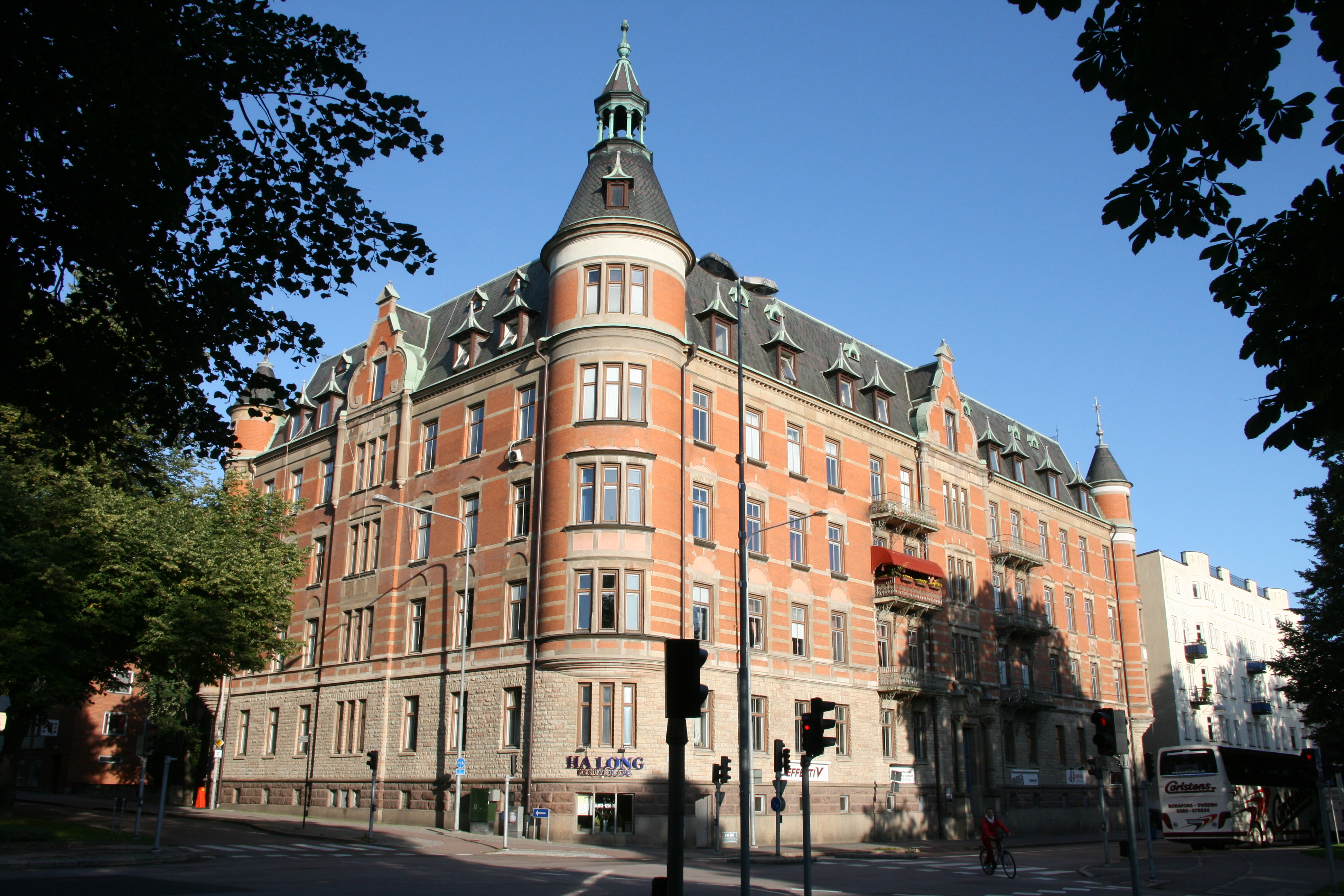
Miljonpalatset i Linköping, 1899.

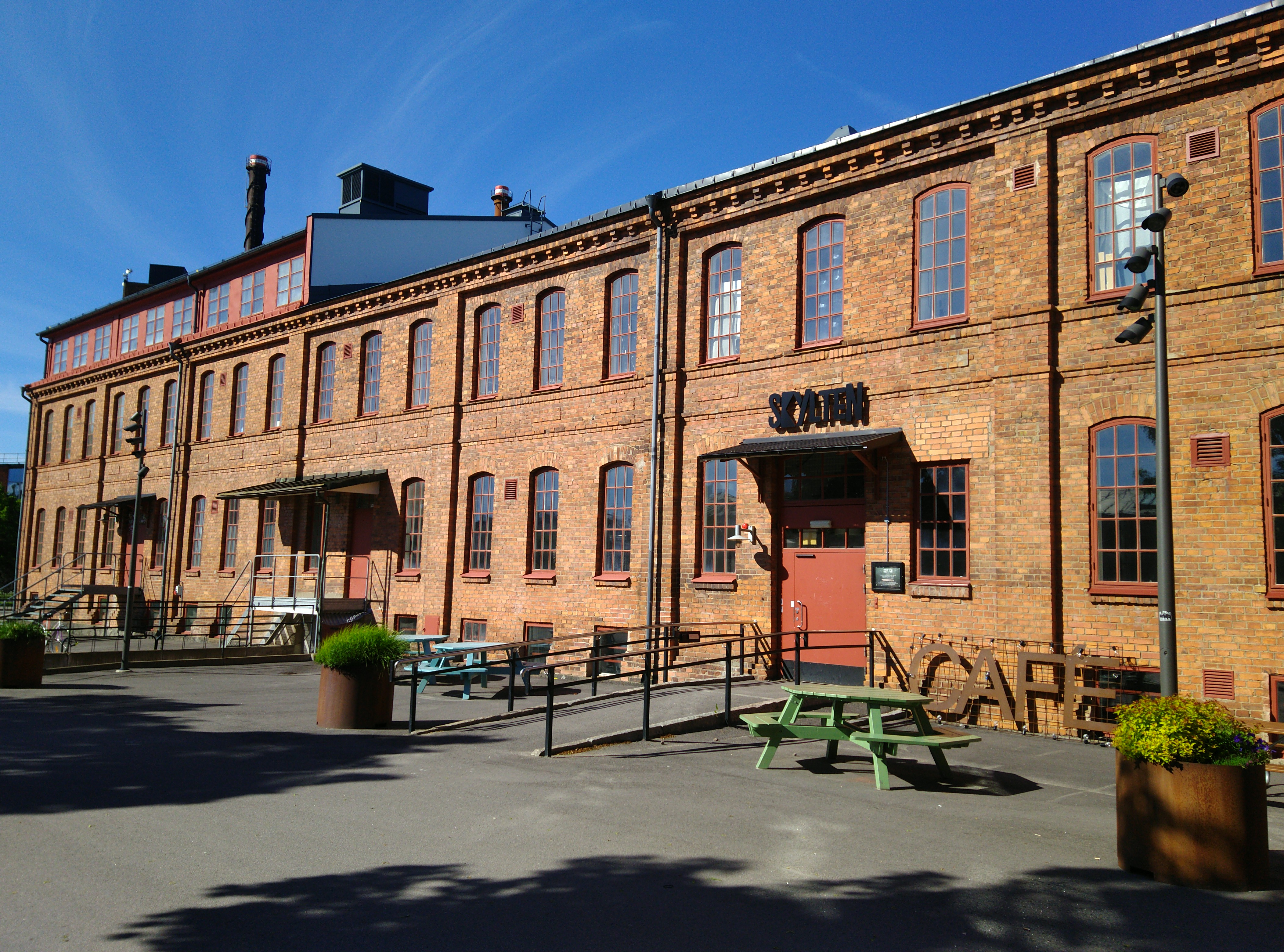
Kulturhuset Skylten i Linköping idag.

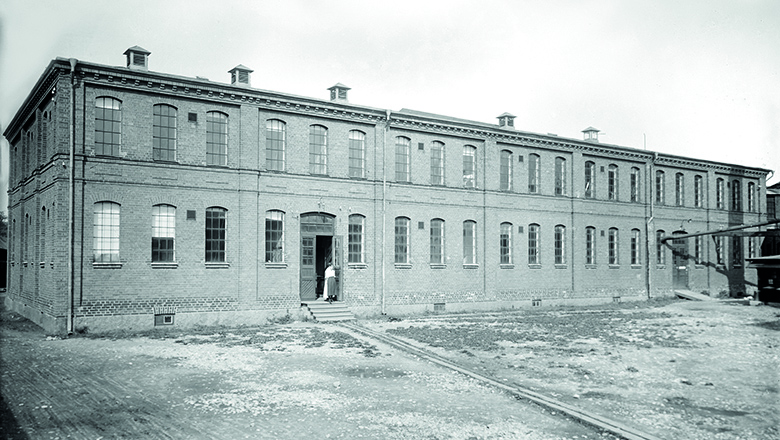
Kulturhuset Skylten, då Linköpings Träförädling, omkring 1900.

Johan (Janne) Ferdinand Lundin, född 9 april 1858 i Norrköping, död 28 maj 1923 i Linköping, var en svensk arkitekt.
Janne Lundin var verksam i Linköping.

## Verk i urval
- Gamla Gjuteriet, Gjuterigatan,Linköping
- Linköpings Träförädling, Södra Oscarsgatan, Linköping
- Repslagargatan 3, 1886-1888[1]
- Överstehuset, Järnvägsgatan 8/Repslagaregatan 1, Linköping, 1888-1890[1]
- Söderbaumska villan, Sankt Larsgatan, Linköping, 1899 (sannolikt Janne Lundin)[2]
- Miljonpalatset, Sankt Larsgatan 12, Linköping,1898[1]
- Sankt Larsgatan 21, Linköping
- Ebenezerkyrkan, Repslagargatan 31, Linköping, 1908, riven 1969[3]
- Beckasinen 6, Klostergatan 10, Linköping, 1911
- Kakelfabrik vid Tinnerbäcken, kvarteret Husaren 4, Linköping, 1913.

## Bildgalleri

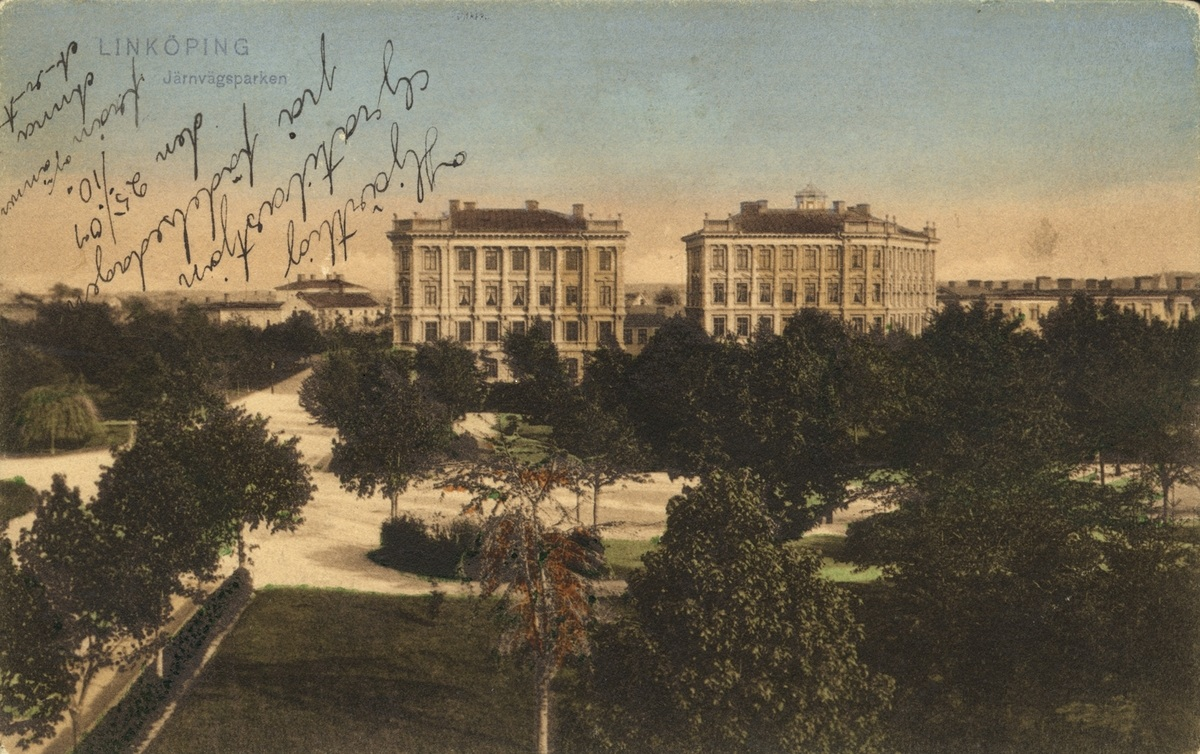
Järnvägsparken i Linköping. Överstehuset, Repslagaregatan 1/Järnvägsgatan 8, 1889-1890, samt Repslagaregatan 3
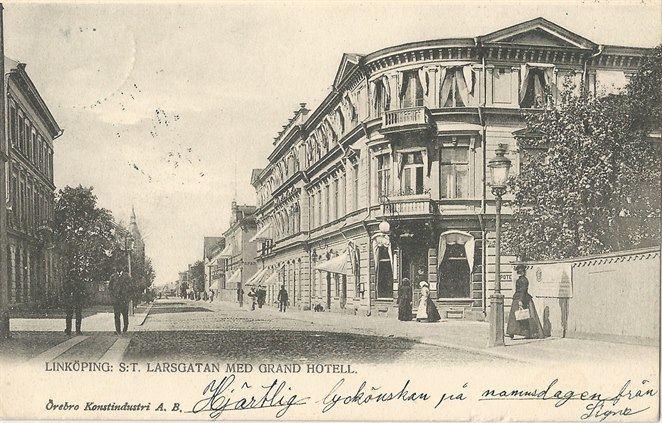
Sankt Larsgatan 21 i Linköping
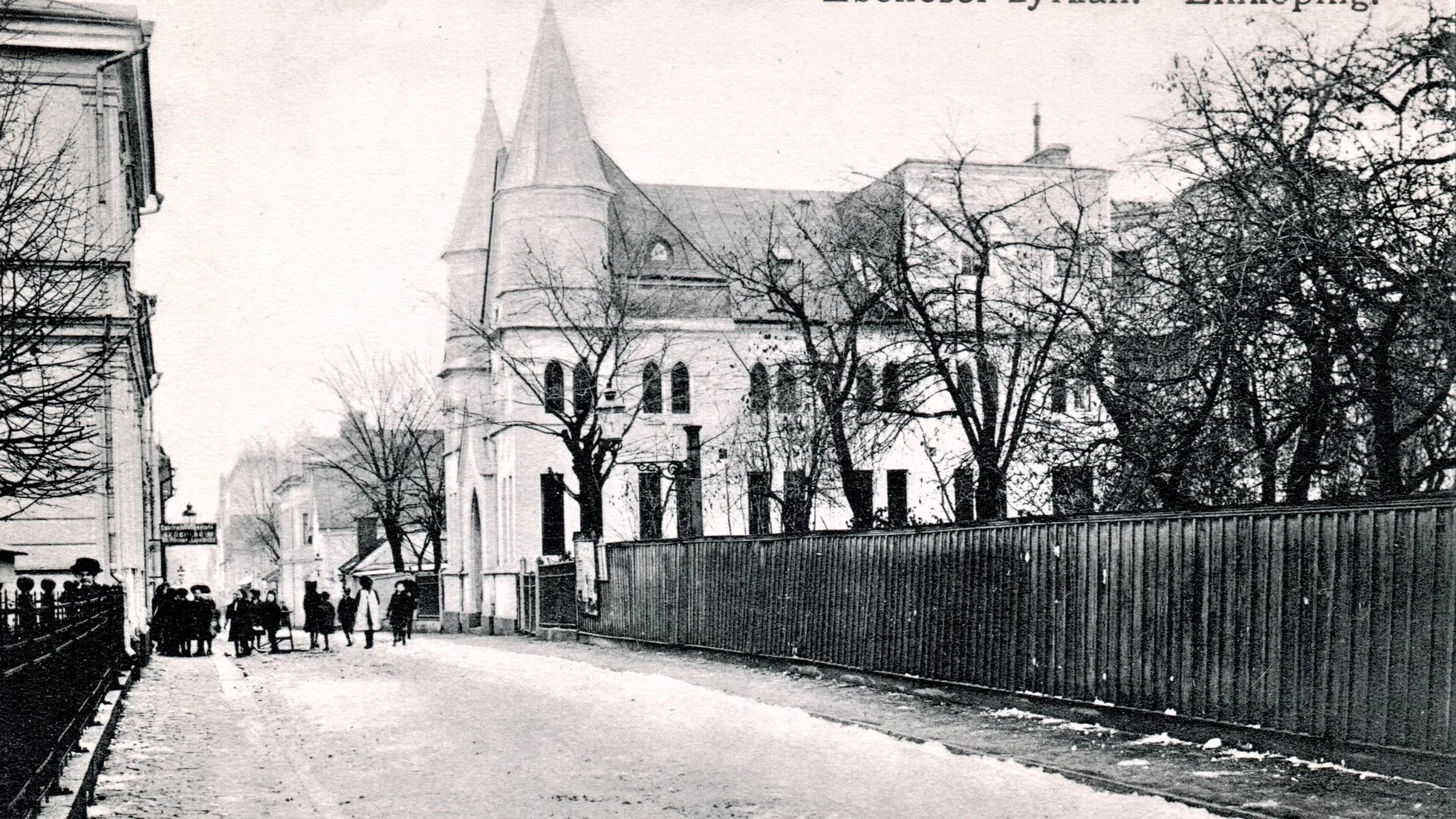
Ebenezerkyrkan i Linköping
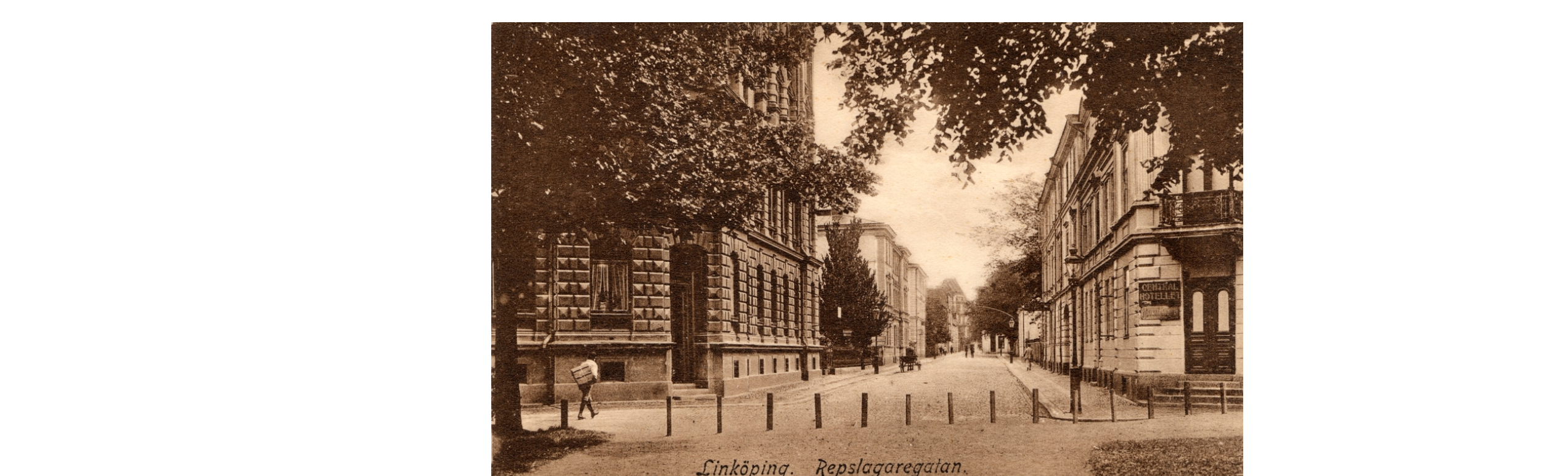
Repslagargatan 3 i Linköping. Till höger i bilden ligger Centralhotellet.